# Malabaila rivae
Malabaila rivae är en flockblommig växtart som beskrevs av Adolf Engler. Malabaila rivae ingår i släktet Malabaila och familjen flockblommiga växter. Inga underarter finns listade i Catalogue of Life.